# Stenellina
Stenellina is een geslacht van kevers uit de familie bladkevers (Chrysomelidae).
De wetenschappelijke naam van het geslacht werd in 1905 gepubliceerd door Theodore Dru Alison Cockerell.

## Soorten
- Stenellina impressicollis Weise, 1912
- Stenellina limbata Laboissiere, 1920
- Stenellina marginata Weise, 1902
- Stenellina meruensis Weise, 1909